# The One Club
The One Club es una organización sin fines de lucro con sede en la ciudad de Nueva York, dedicada a promover la excelencia en publicidad. Fundada en 1961 con el nombre de The One Club for Art & Copy, organiza cuatro certámenes anuales: One Show, One Show Design, One Show Interactive, y One Show Entertainment. Los premios que confiere se consideran entre los más prestigiosos en el sector. Las estatuillas de los premios son obra de Society Awards.